# Luparense Calcio a Cinque
L'Associazione Sportiva Dilettantistica Luparense Calcio a Cinque è stata una società di calcio a 5 con sede a San Martino di Lupari, in Provincia di Padova.
È la società più titolata d'Italia, potendo vantare nel suo palmarès sei scudetti, altrettante Supercoppe italiane, tre Coppe Italia ed una Coppa Italia di Serie B. Dal 2015 al 2018 ha fatto parte della società polisportiva Luparense Football Club, costituita il 21 giugno 2015 dalla fusione con la squadra calcistica cittadina.

## Storia

### Gli inizi (1996-2003)
Fondata l'8 agosto 1996 a San Martino di Lupari,Arriva seconda in c2 dietro al belluno c5 e viene promossa ai play off vincendo contro il carmanta. La stagione successiva, nella massima categoria regionale, è caratterizzata da un lungo testa a testa, destinato a riproporsi anche nelle categorie nazionali, con l'Arzignano; ad avere la meglio sono i vicentini ma la Luparense si rifà superando nello spareggio promozione l'Imola. Nella terza serie calcettistica rimane per tre anni, ottenendo nel 2001 la promozione in Serie A2 e vincendo il 18 marzo la Coppa Italia di categoria disputatasi in casa con un 9-2 al Ceccano. La prima stagione in serie cadetta si chiude con un buon quarto posto, ma i lupi vengono clamorosamente eliminati ai playoff dal San Paolo Pisa vincendo 9-4 in casa, e facendosi rimontare in Toscana. L'annata successiva la squadra sammartinara si mantiene sempre al vertice della classifica conquistando, a fine stagione, la sua prima storica promozione in Serie A.

### Serie A: ai vertici del futsal italiano (2003-2014)

#### I primi anni in massima serie
Per la prima stagione in massima serie viene scelto l'allenatore spagnolo Ramiro Díaz, che verrà esonerato in dicembre e sostituito dal connazionale Miguel Rodrigo. La squadra chiude la stagione al 7º posto, che garantisce l'accesso ai playoff, dove la elimina l'Atletico Palermo al primo turno (sconfitta 6-5 in Sicilia e vittoria 5-1 in casa), ma viene sconfitta dai campioni d'Italia in carica del Prato nei quarti di finale (sconfitta 4-6 in casa e 5-1 fuori). Anche in Coppa Italia viene fermata ai quarti di finale, questa volta però dal Montesilvano (8-3).
Nell'estate 2004 la squadra viene rinforzata dagli gli arrivi di giocatori con esperienza internazionale, quali Franklin, Chilavert, Bertoni, Vicentini, Saad, e Sartori e delle due stelle nascenti Zaramello e Vampeta. L'allenatore Miguel Rodrigo viene confermato, ma si dimette dopo sole 3 giornate per motivi personali, e viene sostituito dal giovane e promettente Corrado Roma. I lupi si mantengono su buone posizioni di classifica, ma il 28 novembre una tragedia colpisce duramente l'ambiente luparense e dell'intero futsal italiano: l'allenatore Roma, di ritorno a casa dopo un'amichevole, muore in un tragico incidente stradale. A sostituirlo sarà richiamato Ramiro Díaz. In Coppa Italia l'avventura finisce ai quarti per mano del Perugia, mentre la stagione regolare si chiude al 5º posto. Ai playoff, dopo aver eliminato al primo turno la Giampaoli Ancona, ai quarti gli avversari sono i cugini (e favoriti alla vittoria finale) dell'Arzignano; i lupi, contro i pronostici riescono a passare il turno battendo i vicentini all'andata in casa (5-4) e pareggiando 3-3 al ritorno. In semifinale l'avversaria è la Roma, che riuscirà a passare il turno battendo i padovani 4-3 a gara 3 (dopo 2 pareggi all'andata e al ritorno).

#### 2005-2009: l'era Velasco e il dominio nel nazionale
Nell'estate 2005 viene scelto come nuovo allenatore lo spagnolo Jesús Velasco, proveniente da un quinquennio di successi con il Prato. Vengono ceduti Franklin, Chilavert e Lamanna, mentre i nuovi acquisti sono Feller, Grana, Bitencourt, Scala, Dalle Molle e di un giovanissimo Marco Ercolessi. La Luparense domina per tutta la regular season (chiudendola in testa a 66 punti) e, il 6 febbraio 2006, battendo in finale a Catanzaro la Roma vince la sua prima Coppa Italia. Ai playoff però la squadra di Velasco fatica e, dopo aver passato solo a gara 3 i quarti contro l'Augusta, viene eliminata dall'Arzignano in semifinale (curiosamente la stessa semifinale dell'anno precedente) perdendo 1-2 in casa e 6-2 nel vicentino. Si chiude così una stagione di alto livello, conclusasi però senza il raggiungimento dell'obiettivo principale, ovvero la vittoria dello scudetto (che andrà proprio di cugini dell'Arzignano).
Nell'estate del 2006 la squadra subisce una vera e propria rivoluzione, con la cessione di 9 giocatori (tra i quali Bertoni, Saad, Sartori e Scala) rimpiazzati da 11 nuove entrate (tra le quali quelle di Márcio, Sandrinho, Nora e del futuro capitano Honorio). La stagione si apre con la sconfitta in Supercoppa nell'ennesima gara contro i cugini dell'Arzignano (5-3 per i vicentini), ma, in regular season, i lupi dominano e chiudono a +9 sulla seconda classificata. Nella final eight di Coppa Italia a Catania, dopo aver battuto Roma e Bisceglie arriva la sconfitta in finale per mano del Montesilvano. Ai play-off invece i biancazzurri, dopo aver battuto il Perugia e la sorpresa Marca accedono per la prima volta alla finale contro la Lazio: il 30 maggio 2007, nel palazzetto gremito di San Martino di Lupari, arriva la vittoria del primo storico scudetto.
In estate la squadra viene ulteriormente rinforzata con l'arrivo di nuovi giocatori, tra i quali Jubanski, Nuno, Villalba e la futura bandiera Canal, questo però a fronte di alcune cessioni importanti, tra le quali quelle di Márcio e Sandrinho. La stagione 2007-2008 in Italia è pressoché perfetta per i biancazzurri, che in nessuna competizione riescono a trovare una rivale che possa metterli seriamente in difficoltà (basti pensare che durante la stagione la squadra subirà una sola sconfitta). Le vittorie della prima Supercoppa (5-3 sul Montesilvano il 1º settembre 2007), della seconda Coppa Italia (2-1 sui padroni di casa dell'Augusta) e del secondo scudetto (6-2 sull'Arzignano) portano i lupi a diventare la prima (e fino ad ora unica) squadra a conquistare il triplete nazionale, ovvero la vittoria in un'unica stagione di tutti e 3 i principali trofei. Un ulteriore "trofeo" conquistato quest'annata è quello per il maggior fair play dimostrato durante l'anno. La 2007-2008 è anche la stagione d'esordio per i biancazzurri in Coppa UEFA dove si arrendono in fase élite ai campioni d'Europa in carica della Dinamo Mosca.
L'estate del 2008 segna le uscite di Grana, Montovaneli, Jubanski e Villalba, compensate dai ritorni di Sandrinho e Mielo, e dagli arrivi di Pellegrini, Reinaldi, Campagnaro e Barro. La stagione inizia con la vittoria, il 28 ottobre, della Supercoppa, battendo in finale 4-2 l'Augusta (qualificatasi come finalista di Coppa Italia). In Coppa Italia, dopo le vittorie ai quarti e in semifinale, la squadra di Velasco si deve arrendere ai rigori agli eterni rivali dell'Arzignano (alla loro prima vittoria di questo trofeo) che, vincendo, chiudono alla possibilità di un secondo triplete consecutivo. La Coppa UEFA inizia bene per i biancazzurri, che passano a pieni punti il main round in Polonia, ma si conclude in fase élite, dove sono sconfitti dai campioni in carica del Sinara. In regular season il primo posto arriva solo all'ultima giornata dopo un "triello" con Montesilvano e Marca. Ai playoff, però, saranno i lupi a prevalere su tutti, conquistando, l'8 giugno a Bassano del Grappa (con il nuovo regolamento, non è più possibile ospitare finali a San Martino) il terzo scudetto. Proprio al termine della finale decisiva, Velasco, intervistato in diretta Rai Sport, annuncia la volontà di tornare ad allenare nel paese natale. Si chiude così un ciclo durato 4 anni che ha portato in provincia di Padova ben 7 trofei.

#### Il post Velasco e il 4º posto in Coppa UEFA
Come erede di Velasco viene scelto il giovane allenatore spagnolo Federico Vidal, il mercato estivo questa volta non stravolge più di tanto la squadra, che cede Barro e acquistaChilavert (un ritorno in terra veneta per il paraguaiano), Danieli e César (a questi si aggiungerà, a dicembre, anche Clayton Baptistella). L'annata 2009-2010 segna un'importante novità; infatti, dopo 12 stagioni, la Luparense abbandona lo storico palazzetto di San Martino di Lupari, per trasferirsi al PalaBruel di Bassano del Grappa. La stagione inizia nel migliore dei modi con la vittoria, il 19 settembre, della Supercoppa (la terza in bacheca) ai danni dell'Arzignano. Questo sarà l'ultimo derby di una lunghissima fila (che parte dai campionati regionali), a causa dei problemi economici che a dicembre colpiranno la società vicentina. Il 22 novembre i lupi raggiungono un risultato storico: infatti, battendo a Conegliano il favoritissimo ElPozo Murcia (5-4) chiudono il main round in testa a punteggio pieno, e diventano la prima squadra italiana ad accedere alla final four di Coppa UEFA. Il non buon andamento della squadra in regular season (3º posto a -10 dalla capolista), però, porta, a gennaio, all'esonero di Vidal, sostituito dal connazionale Sito Rivera. In Coppa Italia i biancazzurri sono eliminati in semifinale; mentre, nella final four di Coppa UEFA devono accontentarsi di un quarto posto, dopo aver perso sia la semifinale che la finalina per la terza posizione. La regular season si chiude al terzo posto; dopo 4 anni, quindi, i lupi non si presentano ai playoff come testa di serie, playoff che sanciscono la loro uscita in semifinale per mano della futura Campione d'Italia Montesilvano. Si chiude così una stagione dalle 2 facce, da una parte con la vittoria della Supercoppa e, soprattutto, lo storico quarto posto in Europa, ma dall'altra con un solo trofeo vinto e la perdita, dopo 3 anni del titolo di Campioni d'Italia.

#### I bienni di Fernández e Colini
Nell'estate 2010 si chiude la breve avventura di Rivera allenatore, che viene sostituito da Julio Fernández, vengono ceduti parecchi giocatori della stagione precedente (Baptistella, Reinaldi, Danieli, Barro e Nuno) a fronte di un discreto mercato in entrata (i Gemelli Ayala, il terzo ritorno di Sandrinho e i giovani De Luca e Halimi). Dopo un anno torna ad essere il palasport di San Martino il teatro delle battaglie casalinghe. In Coppa Italia i lupi vengono eliminati ai quarti per 3-1 dalla Lazio (futura vincitrice del trofeo), mentre ai playoff l'eliminazione avverrà, a sorpresa, in casa a gara 2 della semifinale per mano del Pescara (3-4). Dopo 5 stagioni si chiude, dunque, un'annata senza aver alzato trofei.
L'estate 2011 segna un grande cambiamento nella formazione, che acquista dall'Augusta gli italobrasiliani Merlim e Fortino, dal Bisceglie Pedotti, dal Saragozza Euler e dal Regalbuto i giovani Maraucci e Grippi. A fronte di queste entrate vengono ceduti i gemelli Ayala, Chilavert, De Luca, Sandrinho, Pellegrini e Mielo. Viene di nuovo lasciato il palazzetto di San Martino di Lupari, per ritornare al PalaBruel. In Coppa Italia i biancazzurri, dopo aver sconfitto Bisceglie e Lazio, rispettivamente ai quarti e in semifinale, si presentano in finale da favoriti contro l'esordiente Asti, ma, a sorpresa, sono i piemontesi ad aggiudicarsi il trofeo. I lupi concludono la stagione regolari al primo posto; ai play-off, dopo aver eliminato Sport Five Putignano e Città di Montesilvano Calcio a 5, hanno la meglio in una combattuta finale contro la Marca Futsal (protrattasi fino a gara 5) vincendo il quarto scudetto della propria storia.
Nell'estate del 2012, dopo due stagioni, mister Fernandez viene sostituito da Fulvio Colini; la Luparense torna dunque, dopo 8 anni di allenatori iberici, ad essere guidata da un italiano. Il mercato vede la cessione delle 2 bandiere Vampeta e Weber, oltre a quella del capo-cannoniere della stagione appena conclusa Fortino, rimpiazzati dagli arrivi di Caputo, Rogério (già alla corte di mister Colini a Montesilvano), Saiotti e Cavicchio. La fascia di capitano, dopo la cessione di Vampeta, passa al veterano Honorio. A dicembre i biancazzurri, sconfiggendo ai rigori l'Asti, mettono in bacheca la quarta Supercoppa, pochi mesi più tardi è il turno della terza Coppa Italia, vinta a Pescara sconfiggendo in finale per 3-1 la Cogianco. Ai playoff, però, i lupi,  dopo essersi qualificati per la quinta volta alla finale, verranno superati dai cugini Marca (2-3 a Bassano, 5-3 e 3-2 a Conegliano); questa è la prima (e fino ad ora unica) sconfitta della Luparense in una finale scudetto.
Per la stagione successiva viene confermato mister Colini; il mercato estivo vede un grande cambiamento di rosa con le cessioni di Cavicchio, Saiotti, Tolotti, Rogério e Pedotti e gli arrivi di Bellomo, Tosta, Taborda, Marinho, Pizzo (oltre agli innesti di vari giocatori under 21). I lupi partono subito forte battendo a domicilio la Marca (3-7) nella Supercoppa italiana, tredicesimo trofeo nella storia della squadra. In campionato la squadra si mantiene su posizioni medio-alte di classifica, qualificandosi alla Coppa Italia. A inizio dicembre, a seguito del disimpegno di uno sponsor, i cugini della Marca smantellano la rosa, cedendo ai biancazzurri parecchi giocatori di livello (Edgar Bertoni e Patrick Nora, che fanno ritorno a San Martino, Follador, Morassi e Caverzan) che aumentano la qualità della squadra. Subito i lupi si qualificano alla final four della neonata Winter Cup, (organizzata in casa al PalaBruel) dove però arriverà l'eliminazione in semifinale ai rigori da parte dell'Asti (futura vincitrice del trofeo). Sempre in semifinale arriverà anche l'eliminazione dalla Coppa Italia, questa volta per mano della Lazio. In campionato la squadra di Colini chiude al quarto posto. Ai play-off, però, sarà la qualità della rosa a fare la differenza, portando i lupi, dopo aver eliminato ai quarti il Real Rieti e in semifinale il favorito Asti a giocare una combattutissima finale contro l'Acqua e Sapone, decisa solo negli ultimi minuti di gara 5 dalla doppietta di Canal, che porta la Luparense a raggiungere a quota 5 titoli la Roma RCB come squadra con più scudetti nel palmarès.

### Declino e nascita della polisportiva (2014-2016)

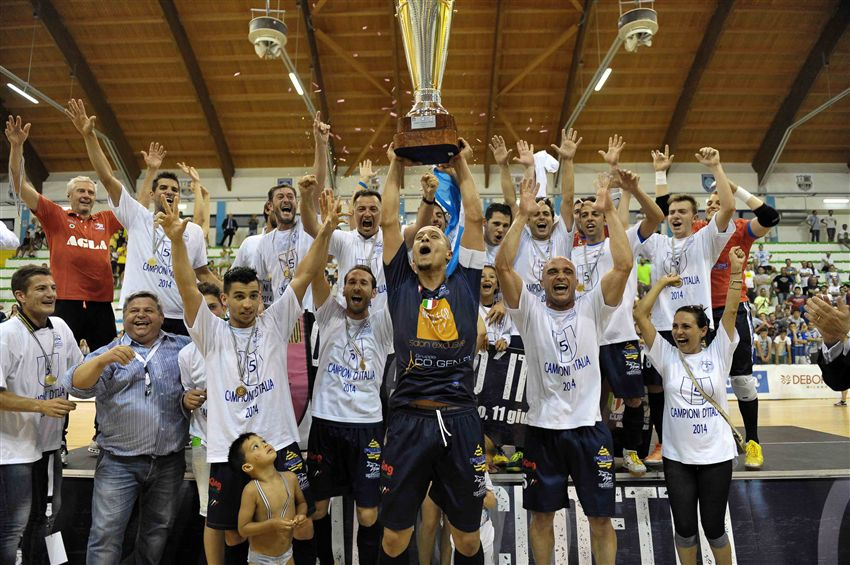
Stagione 2013-14: la Luparense festeggia la vittoria del quinto scudetto, eguagliando il record detenuto dalla Roma RCB

L'estate 2014 inizia con l'annuncio shock del presidente Zarattini che annuncia il proprio disimpegno e il conseguente scioglimento della società se entro il giugno successivo non si saranno fatti avanti nuovi soci. La stagione si rivela una delle più complicate nella storia della squadra; dopo due anni arriva il divorzio con Fulvio Colini (passato all'ambizioso Pescara) e la squadra viene affidata all'emergente Alessio Musti, il mercato vede la cessione di vari giocatori di calibro, quali Canal (dopo 7 anni in biancazzurro), Caputo ed Ercolessi (passati a Pescara con Colini), Bertoni, Follador e Putano. Altrettanto corposo è il mercato in entrata: Miarelli, Héctor, Rubén, Giasson, Restaino, Lo Giudice, Matošević e Mauricio. A novembre, nonostante il primo posto in classifica, l'uscita ai preliminari di Coppa UEFA e la larga sconfitta in Supercoppa italiana (1-6 a Bassano contro l'Acqua e Sapone) portano all'esonero di Musti ed al ritorno in panchina, dopo 2 anni e mezzo, di Fernández. Nei mesi successivi arrivano le sconfitte in Winter Cup per mano del Kaos Futsal e in Coppa Italia per mano del Pescara degli ex; in regular season i lupi chiudono in testa alla classifica, seppur appaiati al Pescara, che, in virtù degli scontri diretti favorevoli, si piazza sul primo gradino del podio. Nei playoff, giocati senza il capitano Honorio (infortunatosi nell'ultima giornata di campionato), dopo aver superato la Lazio ai quarti, i biancazzurri capitolano di fronte alla sorpresa Kaos, che, trascinato dalle reti di Kaká e dell'ex Bertoni, si qualifica per la prima volta alla finale scudetto. Degno di nota è il ritorno, per le gare 2 e 3 delle semifinali, nello storico palazzetto di San Martino di Lupari.
Non essendosi fatti avanti nuovi soci, il 21 giugno 2015 Stefano Zarattini e Orazio Gobbo, presidente della società calcistica dell'A.S.D. Radio Birikina Luparense annunciano la fusione delle rispettive società, costituendo la polisportiva Luparense Football Club. La presidenza viene assunta da Zarattini mentre le maglie di gioco della squadra di calcio a 5 abbandonano il biancoblù per adottare il rossoblù caratteristico di San Martino di Lupari. Ringraziato mister Fernández, per aprire un nuovo ciclo la società sceglie una soluzione interna: la prima squadra viene quindi affidata a Valter Ferraro, vice allenatore dal 2007, alla prima panchina da titolare in Serie A. Il mercato estivo vede le cessioni di grandi nomi quali Merlim, Nora, Waltinho e Mauricio e gli arrivi di Leandrinho, Ique, Čujec, Nurchi e Major, oltre a quelli dei giovani Baron (di ritorno dopo una stagione di prestito in Belgio), Guedes, Jonathan e Dener. L'inizio di stagione è il più difficile da quando i lupi si trovano in massima serie con la squadra invischiata nei bassifondi della classifica. A seguito della sconfitta a Montesilvano arrivano le dimissioni di mister Ferraro, sostituito dallo spagnolo Juan Francisco Fuentes. L'avvicendamento in panchina, insieme ad una rafforzamento della squadra a dicembre, portano i rossoblù a cominciare una rimonta (seconda squadra per punti conquistati nel girone di ritorno) chiusa con un'insperata qualificazione ai playoff da settima in classifica (dopo una rimonta di quattro posizioni). L'avversaria ai quarti è il Pescara (reduce dalla final four di Coppa UEFA) ma, nonostante i pronostici, i lupi riescono a conquistare a gara 3 una clamorosa qualificazione alle semifinali, dove pero saranno gli avversari del Real Rieti ad avere la meglio.

### Ritorno ai vertici e chiusura (2016-2018)
L'estate 2016 segna una nuova rivoluzione nella squadra. Non rinnovato il contratto con Fuentes, come nuovo allenatore viene scelto il connazionale David Marín (già tecnico di Inter e Dinamo Mosca) che porta con sé dal Kuwait il pivot Diego Mancuso. Gli altri acquisti sono Bertoni, Ramon, Lara, Bordignon e Coco, a fronte però delle cessioni di Adriano Foglia, Bissoni, Moura, Giasson, Leitão, Ique e Baron. Il mercato invernale vede un ulteriore rafforzamento della rosa con gli arrivi del pivot campione del mondo Brandi, di Tobe e il ritorno di Foglia. Nei primi mesi la squadra si mantiene in buone posizioni di classifica, qualificandosi alla final eight di Coppa Italia (dove viene sconfitta in finale ai rigori dal Pescara) e alla final four di Winter Cup (sconfitta in semifinale per mano dell'Acqua e Sapone). Chiusa la regular season al secondo posto, i lupi riescono a qualificarsi per la finale playoff, dove in 4 gare sconfiggono il Pescara, vincendo il 14 giugno ad Ancona il settimo titolo e diventando così la squadra italiana a poter vantare più scudetti nel proprio palmares. Giocatore rivelazione del finale di stagione è Mancuso che, con 11 gol, è miglior marcatore dei play-off. Confermato mister Marín, il mercato estivo 2017 vede ancora una volta grandi cambiamenti in rosa, con le cessioni di Mancuso, Brandi, Foglia, Tobe, Bertoni e Coco.  
L'estate successiva, dopo una stagione contrassegnata dal raggiungimento di tutte le finali nazionali, ma dalla vittoria nella sola Supercoppa, il presidente Zarattini annuncia lo scioglimento della squadra di calcio a 5 per dedicarsi esclusivamente a quella di calcio. 
Nell'agosto successivo viene fondata la Futsal Luparense, iscritta al campionato di Serie D del Veneto che, pur da non diretta erede della società storica, si propone come continuazione della tradizione calcettistica cittadina..

## Cronistoria
| Cronistoria della Luparense Calcio a Cinque |
| --- |
| - 1996 · Fondazione della Luparense Calcio a Cinque. - 1996-97 · 2ª nel girone D di Serie C2 Veneto. Promossa in Serie C1. Vince i play-off promozione. Semifinalista di Coppa Italia regionale. - 1997-98 · 1ª nel girone B di Serie C1 Veneto. Promossa in Serie B. Sconfitta nello spareggio promozione. Vince i play-off promozione. Finalista di Coppa Italia regionale. - 1998-99 · 4ª nel girone B di Serie B. Sedicesimi di finale di Coppa Italia di Serie B. - 1999-00 · 2ª nel girone B di Serie B. Quarti di finale play-off promozione. Ottavi di finale di Coppa Italia di Serie B. - 2000-01 · 2ª nel girone B di Serie B. Promossa in Serie A2. Vince i play-off promozione. Vince la Coppa Italia di Serie B (1º titolo). - 2001-02 · 4ª nel girone A di Serie A2. Quarti di finale play-off promozione. Quarti di finale di Coppa Italia di Serie A2. - 2002-03 · 1ª nel girone A di Serie A2. Promossa in Serie A. 1º turno play-off scudetto. Quarti di finale di Coppa Italia di Serie A2. - 2003-04 · 7ª in Serie A. Quarti di finale play-off scudetto. Quarti di finale di Coppa Italia. - 2004-05 · 5ª in Serie A. Semifinalista play-off scudetto. Quarti di finale di Coppa Italia. - 2005-06 · 1ª in Serie A. Semifinalista play-off scudetto. Vince la Coppa Italia (1º titolo). - 2006-07 · 1ª in Serie A, Campione d'Italia (1º titolo). Finalista di Coppa Italia. Finalista di Supercoppa italiana. 3ª in Coppa delle Coppe. - 2007-08 · 1ª in Serie A, Campione d'Italia (2º titolo). Vince la Coppa Italia (2º titolo). Vince la Supercoppa italiana (1º titolo). Turno élite di Coppa UEFA. - 2008-09 · 1ª in Serie A, Campione d'Italia (3º titolo). Finalista di Coppa Italia. Vince la Supercoppa italiana (2º titolo). Turno élite di Coppa UEFA. - 2009-10 · 3ª in Serie A. Semifinalista play-off scudetto. Semifinalista di Coppa Italia. Vince la Supercoppa italiana (3º titolo). 4ª in Coppa UEFA. - 2010-11 · 2ª in Serie A. Semifinalista play-off scudetto. Quarti di finale di Coppa Italia. - 2011-12 · 1ª in Serie A, Campione d'Italia (4º titolo). Finalista di Coppa Italia. - 2012-13 · 2ª in Serie A. Finalista play-off scudetto. Vince la Coppa Italia (3º titolo). Vince la Supercoppa italiana (4º titolo). Turno élite di Coppa UEFA. - 2013-14 · 4ª in Serie A, Campione d'Italia (5º titolo). Semifinalista di Coppa Italia. Semifinalista di Winter Cup. Vince la Supercoppa italiana (5º titolo). - 2014-15 · 2ª in Serie A. Semifinalista play-off scudetto. Semifinalista di Coppa Italia. 2ª fase di Winter Cup. Finalista di Supercoppa italiana. Turno principale di Coppa UEFA. - 2015 · Entra nella neo-costituita polisportiva Luparense Football Club, assumendo i colori sociali rosso e blu, ed incorpora la sezione maschile del Gruppo Fassina. - 2015-16 · 7ª in Serie A. Semifinalista play-off scudetto. - 2016-17 · 2ª in Serie A, Campione d'Italia (6º titolo). Finalista di Coppa Italia. Semifinalista di Winter Cup. - 2017-18 · 1ª in Serie A. Finalista play-off scudetto. Finalista di Coppa Italia. Finalista di Coppa della Divisione. Vince la Supercoppa italiana (6º titolo). Turno élite di Coppa UEFA. - 2018 · Scioglimento della società. |

## Colori e simboli

### Colori
I colori storici della Luparense calcio a 5 sono il bianco e l'azzurro. Con l'istituzione della polisportiva, la squadra ha mutato i propri colori sociali al rosso-blu per uniformarsi alla tradizione cittadina.

### Simboli ufficiali
Il simbolo della Luparense calcio a 5 è il lupo.

### Inno
Durante il triennio di polisportiva, viene utilizzato un inno comune alla squadra calcistica.

## Strutture

### Palazzetti

#### Regular Season
- 1996-1997 Impianti sportivi di Viale Venezia (Galliera Veneta)
- 1997-2009 Palasport comunale (San Martino di Lupari)
- 2009-2010 PalaDue (Bassano del Grappa)
- 2010-2011 Palasport comunale (San Martino di Lupari)
- 2011-2013 PalaDue (Bassano del Grappa)
- 2013-2014 Palazzetto dello Sport (Piombino Dese)
- 2014-2015 PalaDue (Bassano del Grappa)
- 2015-2018 Palasport comunale (San Martino di Lupari)

#### Play-off e Coppa UEFA
A causa della non sufficiente capienza  dell'impianto cittadino, dal 2009 la squadra è costretta a spostarsi in occasione dei play-off scudetto; i due palazzetti utilizzati sono il PalaBassano (2009, 2011, 2012, 2013, 2017 e 2018) e il PalaDue (2010, 2014, 2015 e 2018).
Lo stesso discorso vale per la Coppa UEFA, organizzata due volte al Palasport San Lazzaro (2007 e 2017) e una volta alla Zoppas Arena (nel 2009).

## Società

### Sponsor
- 1996-1999 ·  Erreà
- 1999-2001 ·  ?
- 2001-2003 ·  Macron
- 2003-2005 ·  Diadora
- 2005-2006 ·  Lotto
- 2006-2013 ·  Joma
- 2013-2018 ·  Agla

- 1996-1998 · Galeone d'Oro (ristorazione)
- 1998-2000 · ?
- 2000-2005 · Gruppo Seep (edilizia)
- 2005-2014 · Alter Ego Italy (professional hair care)
- 2014-2015 · Veneto Banca
- 2015-2016 · Gruppo Fassina (concessionarie automobili)
- 2016-2018 · Alter Ego Italy (professional hair care)

## Allenatori e presidenti

### Allenatori
- 1996-1997 ·  Luca Mastrogiovanni
- 1997-1998 ·  Luca Mastrogiovanni,  Gilles Facchinelli
- 1998-1999 ·  Gilles Facchinelli
- 1999-2000 ·  Gilles Facchinelli,  Giorgio Dottori
- 2000-2001 ·  Giorgio Dottori
- 2001-2002 ·  Giorgio Dottori,  Franco Albanesi,  Giorgio Dottori
- 2002-2003 ·  Giorgio Dottori
- 2003-2004 ·  Ramiro Díaz,  Miguel Rodrigo
- 2004-2005 ·  Miguel Rodrigo,  Corrado Roma,  Ramiro Díaz
- 2005-2009 ·  Jesús Velasco
- 2009-2010 ·  Federico Vidal,  Sito Rivera
- 2010-2012 ·  Julio Fernández
- 2012-2014 ·  Fulvio Colini
- 2014-2015 ·  Alessio Musti,  Julio Fernández
- 2015-2016 ·  Valter Ferraro,  Juan Francisco Fuentes
- 2016-2018 ·  David Marín

#### Allenatori premiati

##### Panchina d'oro
- David Marín: 2016-2017

### Presidenti
- 1996-2012 ·  Stefano Zarattini
- 2012-2013 ·  Pier Antonio Varo[8]
- 2013-2018 ·  Stefano Zarattini

## Giocatori

### Presenze in partite ufficiali
| Pos. | Giocatore           | Presenze | Anni di permanenza              |
| ---- | ------------------- | -------- | ------------------------------- |
| 1    | Humberto Honorio    | 421      | 2006-2018                       |
| 2    | Vampeta             | 286      | 2004-2012                       |
| 3    | Mauro Canal         | 233      | 2007-2009, 2010-2014            |
| 4    | Pablo Taborda       | 159      | 2013-2018                       |
| 5    | Miguel Weber        | 134      | 2007-2012                       |
| 6    | Rogério de Oliveira | 131      | 2006-2007, 2008-2011            |
| 6    | Alex Merlim         | 131      | 2011-2015                       |
| 8    | Michele Miarelli    | 126      | 2014-2018                       |
| 9    | Edgar Bertoni       | 105      | 2004-2006, 2013-2014, 2016-2017 |
| 10   | Anderson Pellegrini | 101      | 2008-2011                       |
| 11   | Fernando Grana      | 98       | 2005-2008                       |
| 11   | Patrick Nora        | 98       | 2006-2008, 2013-2015            |
| 13   | Davide Putano       | 96       | 2006-2007, 2009-2010, 2011-2014 |
| 14   | Nuno                | 91       | 2007-2010                       |
| 15   | Carlos Chilavert    | 81       | 2004-2005, 2009-2011            |
| 16   | Matías Lara         | 79       | 2016-2018                       |
| 17   | Sandrinho           | 76       | 2006-2007, 2008-2009, 2010-2011 |
| 18   | Alexandre Feller    | 73       | 2005-2008                       |
| 19   | Giovani Pedotti     | 71       | 2011-2013                       |
| 20   | Pablo Lamanna       | 61       | 2003-2005                       |
| 21   | Tadeu Sartori       | 60       | 2004-2006                       |
| 21   | Ricardo Caputo      | 60       | 2012-2014                       |
| 23   | Saad Assis          | 57       | 2004-2006                       |
| 23   | Waltinho            | 57       | 2013-2015                       |
| 23   | Ramon               | 57       | 2016-2018                       |
| 26   | Daniel Giasson      | 53       | 2014-2016                       |
| 27   | Carlos Danieli      | 50       | 2009-2010, 2011                 |

### Marcature in partite ufficiali
| Pos. | Giocatore         | Reti | Anni di permanenza   |
| ---- | ----------------- | ---- | -------------------- |
| 1    | Humberto Honorio  | 254  | 2006-2018            |
| 2    | Vampeta           | 228  | 2004-2012            |
| 3    | Mauro Canal       | 160  | 2007-2009, 2010-2014 |
| 4    | Mauricio De Zordi | 132  | 2000-2003            |
| 5    | Pablo Taborda     | 85   | 2013-2018            |

### I capitani
- 1996-2000 ·  ?
- 2000-2001 ·  Alberto Piccinin
- 2001-2003 ·  ?
- 2003-2004 ·  Daniele Bargellini,  Juliano Rodrigues
- 2004-2005 ·  Felice Mastropierro,  Carlos Chilavert
- 2005-2006 ·  Fernando Grana
- 2006-2007 ·  Fernando Grana,  Márcio Brancher
- 2007-2008 ·  Fernando Grana
- 2008-2012 ·  Vampeta
- 2012-2018 ·  Humberto Honorio

### Vincitori di titoli

#### Campioni del Mondo
- Pablo Taborda (Colombia 2016)

#### Campioni d'Europa
- Marco Ercolessi (Belgio 2014)
- Humberto Honorio (Belgio 2014)
- Alex Merlim (Belgio 2014)

## Palmarès

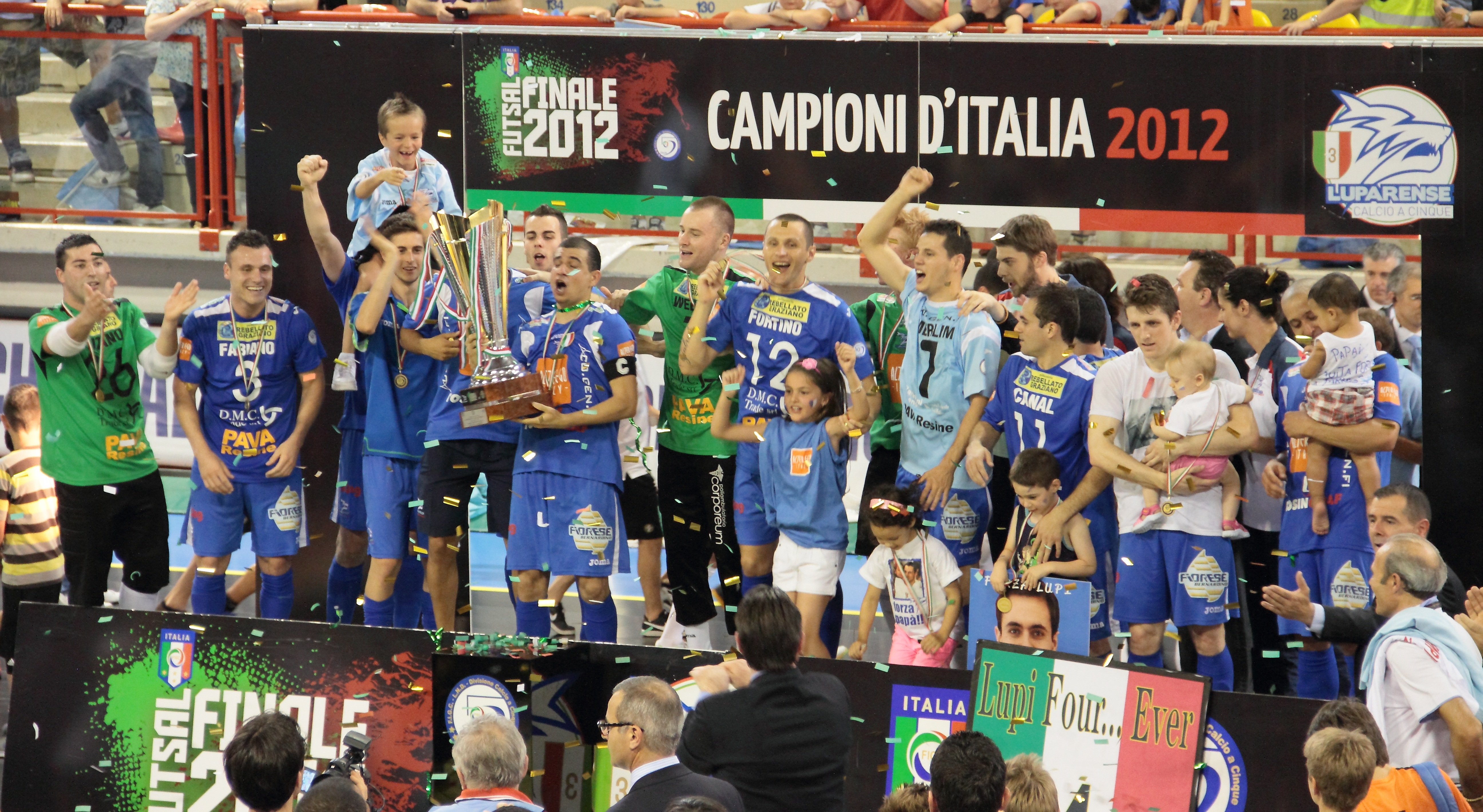
Vampeta alza lo Scudetto 2012

### Competizioni nazionali
- Campionato italiano: 6 (record)

2006-2007, 2007-2008, 2008-2009, 2011-2012, 2013-2014, 2016-2017
- Coppa Italia: 3

2005-2006, 2007-2008, 2012-2013
- Supercoppa italiana: 6 (record)

2007, 2008, 2009, 2012, 2013, 2017
- Campionato di Serie A2: 1

2002-2003 (girone A)
- Coppa Italia di Serie B: 1

2000-2001

### Altri piazzamenti
- Winter Cup

Semifinalista: 2013-2014, 2016-2017
- Coppa della Divisione

Finalista: 2017-2018
- Coppa UEFA

4º posto: 2009-2010
- Coppa delle Coppe

3º posto: 2006-2007

## Statistiche e record

### Partecipazione ai campionati
| Livello | Categoria | Partecipazioni | Debutto   | Ultima stagione | Totale |
| ------- | --------- | -------------- | --------- | --------------- | ------ |
| 1°      | Serie A   | 15             | 2003-2004 | 2017-2018       | 15     |
| 2°      | Serie A2  | 2              | 2001-2002 | 2002-2003       | 2      |
| 3°      | Serie B   | 3              | 1998-1999 | 2000-2001       | 4      |
| 3°      | Serie C1  | 1              | 1997-1998 | 1997-1998       | 4      |
| 4°      | Serie C2  | 1              | 1996-1997 | 1996-1997       | 1      |

## Tifoseria
Dal 2016 al 2018 il gruppo ultras rossoblù è stata la Torcida Luparense. Precedentemente, tra il 2003 e il 2010 esistevano i Giovani Lupi.

## Sezione femminile
Dal 2004 al 2016 la Luparense ha avuto una propria sezione femminile, le Lupe Calcio a 5.
Militanti nel campionato nazionale di Serie A nel quinquennio 2011-2016, le biancazzurre sono arrivate due volte a sfiorare la vittoria in Coppa Italia.